# Henriette Heber
Henriette Heber, geb. Philipp, (* 15. Mai 1795 in Dresden; † 29. September 1869 ebenda) war die Gründerin der ersten öffentlichen Arbeitsvermittlung in Dresden und Leiterin der Armen-Arbeits-Anstalt.
1834 erwarb sie das Dresdner Bürgerrecht, am 9. September 1840 wurde der Verein für Arbeit- und Arbeiter-Nachweisung in der Kleinen Packhofstr. 10 gegründet. Sie war Spiritistin. Zu ihren Ehren wurde die Henriette-Heber-Straße an der Agentur für Arbeit Dresden benannt.